# Друга битка код Хераклеје (1101)
Друга битка код Хераклеје одиграла се 5. септембра 1101. године између крсташке армије и Турака. Битка је део крсташког рата 1101. године, а завршена је победом Турака и уништењем крсташке армије. У овој бици погинуо је важан учесник Првог крсташког похода - Иго од Вермандоа.

## Битка
Четврта крсташка армија Вилијама IX од Аквитаније, Велфа IV, војводе Баварског и Иде од Аустрије веома је страдала током јуна, јула и августа крећући се кроз пустињу. У близини Хераклеје, код реке Ерџли, дана 5. септембра, Турци су им припремили клопку и исекли готово целокупну армију. Спасило се тек неколико крсташа, а међу њима и Вилијам и Велф. Ида од Аустрије је нестала, међутим како се радило о једној од најлепших жена тога времена, око њеног нестанка испредане су легенде. Неки кажу да је доспела у харем неког од турских султана и да ће касније постати мајка чувеног муслиманског војсковође Зенгија.
У бици код Хераклеје погинуо је Иго од Вермандоа. Погођен копљем у ногу, успео је да се дочепа Тарсуса, али је ту умро 18. октобра. Сахрањен је у цркви Светог Павла.